# Oriulus delus
Oriulus delus är en mångfotingart som beskrevs av Chamberlin 1940. Oriulus delus ingår i släktet Oriulus och familjen Parajulidae. Inga underarter finns listade i Catalogue of Life.